# Велькенхёйзен, Феликс
Фе́ликс Велькенхёйзен (фр. Félix Welkenhuysen; 12 декабря 1908 года, Сен-Жиль — 20 апреля 1980 года, неизвестно) — бельгийский футболист, защитник, участник чемпионата мира 1934 года.

## Клубная карьера
Велькенхёйзен — воспитанник клуба «Юнион». В 1926 году дебютировал за клуб на позиции защитника. В составе клуба стал победителем трёх чемпионатов Бельгии (1933, 1934, 1935) и выступал в команде во время рекордный в истории клуба беспроигрышной серии в 60 матчей.

## Карьера в сборной
В 1933 и 1934 годах провёл 4 матча за сборную. 25 февраля 1934 года дебютировал за сборную в матче против Ирландии. Был в заявке на чемпионат мира 1934 года в Италии, сыграл турнире в единственном матче 1/8 финала против Германии.
| Матчи и голы Феликса Велькенхёйзена за сборную Бельгии | Матчи и голы Феликса Велькенхёйзена за сборную Бельгии | Матчи и голы Феликса Велькенхёйзена за сборную Бельгии | Матчи и голы Феликса Велькенхёйзена за сборную Бельгии | Матчи и голы Феликса Велькенхёйзена за сборную Бельгии | Матчи и голы Феликса Велькенхёйзена за сборную Бельгии | Матчи и голы Феликса Велькенхёйзена за сборную Бельгии |
| ------------------------------------------------------ | ------------------------------------------------------ | ------------------------------------------------------ | ------------------------------------------------------ | ------------------------------------------------------ | ------------------------------------------------------ | ------------------------------------------------------ |
| №                                                      | Дата                                                   | Место проведения                                       | Соперник                                               | Счёт                                                   | Голы                                                   | Турнир                                                 |
| 1                                                      | 25 февраля 1934                                        | Дублин, Ирландия                                       | Ирландия                                               | 4:4                                                    | —                                                      | отбор на ЧМ—1938                                       |
| 2                                                      | 11 марта 1934                                          | Амстердам, Нидерланды                                  | Нидерланды                                             | 9:3                                                    | —                                                      | Товарищеский матч                                      |
| 3                                                      | 29 апреля 1934                                         | Антверпен, Бельгия                                     | Нидерланды                                             | 2:4                                                    | —                                                      | отбор на ЧМ—1938                                       |
| 4                                                      | 27 мая 1934                                            | Флоренция, Италия                                      | Германия                                               | 5:2                                                    | —                                                      | Чемпионат мира по футболу 1934                         |

Итого: 4 матча / 0 голов; 0 побед, 1 ничья, 3 поражений.